# Каталін Новак
Каталін Ева Верешне-Новак (угор. Veresné Novák Katalin Éva, нар. 6 вересня 1977, Сегед) — угорська політична діячка, президентка Угорщини (2022—2024). Новак — перша жінка на посту президента Угорщини, наймолодша на цій посаді в історії Угорщини, обрана у 44 роки. Віцеголова партії Фідес (2017—2021). Новак була депутаткою Національної асамблеї Угорщини з 2018 по 2022 рік, і як міністр у справах сім'ї в четвертому уряді Орбана з 2020 по 2021 рік.

## Життєпис
Народилася 6 вересня 1977 року в місті Сегед, Угорщина.
Після завершення середньої освіти в середній школі Сагварі Ендре в Сегеді в 1996 році Новак вивчала економіку в Будапештському університеті Корвінуса і право в Університеті Сегеда. Бувши студенткою, вона додатково навчалася за кордоном в Паризькому університеті Нантера. Окрім угорської, Новак володіє англійською, французькою, німецькою та іспанською мовами. Постійна учасниця Всесвітнього конгресу сімей.
Працювала в Міністерстві закордонних справ. У 2010 році стала радником міністра. У 2012 році очолила раду Міністерства трудових ресурсів Угорщини, під керівництвом Золтана Балога. Обіймала посаду державного міністра у справах франкомовних країн.
У 2014 році вона стала держсекретарем у справах сім'ї та молоді в Міністерстві людських можливостей, а в жовтні 2020 року стала міністром у справах сім'ї, яка займала до грудня 2021 року.
Між 2017—2021 рр. вона була віцеголовою партії Фідес, очолюваної Віктором Орбаном.
За результатами парламентських виборів 8 квітня 2018 року обрана депутатом Національної асамблеї Угорщини.
Отримала посаду державного секретаря (міністра) у справах сім'ї, молоді та міжнародних відносин в Міністерстві трудових ресурсів Угорщини, під керівництвом Міклошем Каслером, в складі четвертого уряду Орбана, сформованого 18 травня 2018 року.
21 грудня 2021 року прем'єр-міністр Віктор Орбан оголосив, що Новак буде його кандидатом на президентських виборах 2022 року. 10 березня 2022 року 2/3 членів Національної асамблеї Угорщини підтримали кандидатуру Каталіни Новак на президентських виборах. Обійняла посаду 10 травня 2022 року після завершення терміну попереднього президента Яноша Адера, ставши першою жінкою на посаді президента Угорщини.
Засудила агресію Росії проти України, засудила усі спроби відновити Радянський Союз та підтримала вступ України до ЄС.
10 лютого 2024 року Новак подала у відставку з посади президента Угорщини. Це сталося після того, як її рішення помилувати чоловіка, засудженого за приховування даних у справі про сексуальне насильство в дитячому будинку, викликало суспільний резонанс.

## Сім'я
Одружена з Іштваном Верешем (Veres István Attila), співробітником Угорського національного банку, має трьох дітей: дочка Ката (2008) та сини Адам (2004) і Томаш (2006).

## Міжнародне визнання
У 2019 році стала дамою французького національного ордена Почесного легіону та кавалеркою ордена «За заслуги перед Республікою Польща».